# Děkanát Valašské Meziříčí
Děkanát Valašské Meziříčí je územní část olomoucké arcidiecéze. Sdružuje 15 farností. Děkanem je P. Jan Berka, farář ve Valašském Meziříčí. Místoděkanem je P. Pavel Hofírek, farář v Rožnově pod Radhoštěm. P. Jan Liška, farář v Kelči, je kaplanem pro mládež. V děkanátu působí 11 diecézních, 2 řeholní kněží a 5 trvalých jáhnů. Rozloha děkanátu je 490 km² a na jeho území žije 78 000 obyvatel; ke katolictví se hlásí 38 000 obyvatel (48,72 %) a 7 000 (18,42 %) z nich se pravidelně účastní nedělních mší svatých. Na území děkanátu se nachází celkem padesát kostelů a kaplí. Děkanát vznikl v roce 1653.

## Znak děkanátu

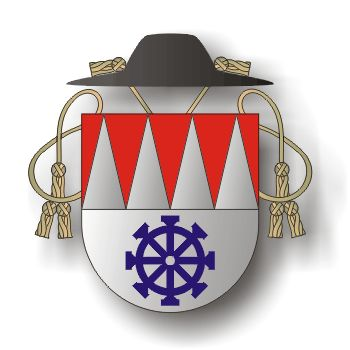
Erb děkanátu Valašské Meziříčí

### Popis
V červené horní polovině děleného štítu čtyři stříbrné jehlany. Ve spodní stříbrné části modré mlýnské kolo.

### Původ
Mlýn v Hrachovci (místní část Valašského Meziříčí) byl rodištěm arcibiskupa Františka kardinála Bauera. Do znaku děkanátu bylo převzato mlýnské kolo z osobního erbu kardinála. Na staletou příslušnost děkanátu k Olomoucké arcidiecézi odkazuje horní část znaku.

## Farnosti děkanátu
| Farnost                      | Správce                                           | Farní kostel                      |
| ---------------------------- | ------------------------------------------------- | --------------------------------- |
| Branky                       | administrátor excurrendo - Rimbala Ján, Mgr.      | Neposkvrněného početí Panny Marie |
| Dolní Bečva                  | farář - Dujka Petr, Mgr.                          | svatého Antonína Paduánského      |
| Horní Bečva                  | administrátor excurrendo Dolní Bečva              | svatého Jana a Pavla              |
| Hutisko                      | administrátor excurrendo - Pavel Hofírek, Mgr.    | svatého Josefa                    |
| Choryně                      | administrátor - Jombík Pavel, Mgr.                | svaté Barbory                     |
| Kelč                         | administrátor - Berka Jan, Mgr.                   | svatého Petra a Pavla             |
| Lešná                        | administrátor excurrendo - Stefan Pavel, Mgr.     | svatého Michaela                  |
| Loučka u Valašského Meziříčí | administrátor excurrendo - Rimbala Ján, Mgr.      | Dobrého Pastýře                   |
| Rožnov pod Radhoštěm         | farář - Pavel Hofírek, Mgr.                       | Všech svatých                     |
| Valašská Bystřice            | farář - Vláčil Jan, Mgr.                          | Nanebevzetí Panny Marie           |
| Valašské Meziříčí            | farář - Stefan Pavel, Mgr.                        | Nanebevzetí Panny Marie           |
| Veselá u Valašského Meziříčí | administrátor excurrendo - Polášek Jiří, Mgr.     | svatého Martina                   |
| Vidče                        | administrátor excurendo - Hödl Pavel, Mgr., SL.L. | svatého Cyrila a Metoděje         |
| Zašová                       | farář - Polášek Jiří, Mgr.                        | Navštívení Panny Marie            |
| Zubří                        | farář - Hödl Pavel, Mgr., SL.L.                   | svaté Kateřiny Alexandrijské      |